# Lea van Acken
Lea van Acken (Lübeck, 20 februari 1999) is een Duits actrice.

## Biografie
Lea van Acken werd in 1999 in Lübeck geboren en groeide op in Schleswig-Holstein. Als kind was ze geïnteresseerd in paardrijden en dansen. Ze stond in 2011 een eerste maal op de planken bij een uitvoering van Karl Mays Der Ölprinz bij de Karl-May-spielen in Bad Segeberg. Ze had nog geen acteeropleiding gevolgd toen ze naar de casting ging van de film Kreuzweg van Dietrich Brüggeman. Ze kreeg de hoofdrol van de diepreligieuze Maria in de film die in première ging op het filmfestival van Berlijn en er de Zilveren Beer voor beste script won. Na enkele kleinere rollen in televisieseries en tv-films kreeg ze in 2016 de hoofdrol van Anne Frank in Das Tagebuch der Anne Frank. Ze won voor deze rol in 2017 de Bayerischer Filmpreis voor beste jonge beloftevolle actrice en werd genomineerd voor de Jupiter Award voor beste Duitse actrice.

## Prijzen en nominaties
De belangrijkste:
| Jaar | Prijs                 | Categorie                    | Film                        | Uitslag  |
| ---- | --------------------- | ---------------------------- | --------------------------- | -------- |
| 2017 | Bayerischer Filmpreis | Beste jong vrouwelijk talent | Das Tagebuch der Anna Frank | Gewonnen |